# Мунк, Петер Андреас
Петер Андреас Мунк (15 декабря 1810, Христиания — 25 мая 1863, Рим) — норвежский историк, член-корреспондент Петербургской академии наук.

## Биография
Окончил школу в Шиене. Затем учился в университете Осло. С 1837 года читал лекции в том же университете. В 1841 году получил учёное звание профессора.
12 декабря 1857 года был избран членом-корреспондентом Петербургской академии наук по разряду историко-политических наук. С 1861 был архивариусом государственного архива.

## Вклад в науку
Научные изыскания Мунка были посвящены реконструированию древнейшего периода норвежской истории. Составил научный труд История норвежского народа, в котором описал историю Норвегии до 1397 года.

## Некоторые работы
- Norges, Sveriges og Danmarks Historie til Skolebrug (1838)
- Norges Historie i kort Udtog for de første Begyndere (1839)
- Nordens gamle Gude- og Helte-Sagn i kortfattet Fremstilling (1840)
- Verdenshistoriens vigtigste Begivenheder (1840)
- De nyeste Tiders Historie (1842)
- Fortegnelse over de mest befarede Landeveie og Reiserouter saavel mellem Stæderne, som Landdistricterne i Norge (1846)
- Det oldnorske Sprogs eller Norrønasprogets Grammatik (with C. R. Unger, 1847)
- Underholdende Tildragelser af Norges Historie (1847)
- Nordmændenes Gudelære i Hedenold (1847)
- Det gotiske Sprogs Formlære (1848)
- Kortfattet Fremstilling af den ældste norske Runeskrift (1848)
- Om Skandinavismen (1849)
- Historisk-geographisk Beskrivelse over Kongeriget Norge (Noregsveldi) i Middelalderen (1849)
- Det norske Folks Historie (1852—1859)
- Om den saakaldte nyere historiske Skole i Norge (1853)
- Nordmændenes ældste Gude- og Helte-Sagn (1854)